# Temporada 2013-14 de la NBA
La temporada 2013-14 de la NBA fue la sexagésima octava de la historia de la competición norteamericana de baloncesto. La temporada regular comenzó en octubre de 2013 y acabó el 16 de abril de 2014, dando paso a los playoffs tres días después. El All-Star Game tuvo lugar en el New Orleans Arena de Nueva Orleans el 16 de febrero de 2014.
Antes del comienzo de la temporada se especuló con el traslado de la franquicia Sacramento Kings a Seattle para recuperar a Seattle SuperSonics, que en 2008 a su vez trasladó la franquicia a Oklahoma para formar Oklahoma City Thunder, pero finalmente la franquicia permaneció en Sacramento. La franquicia de Nueva Orleans pasó a denominarse New Orleans Pelicans.

## Clasificaciones

### Por división
Actualizada: 17-4-2014
Clave: G: Partidos ganados; P: Partidos perdidos; PV: Partidos de desventaja; PCT: Porcentaje de victorias; CONF.: Conferencia; DIV.: División; CASA: Resultados local; FUERA: Resultados visitante; Ult. 10: Partidos ganados-perdidos en los últimos 10 disputados; RACHA: Racha de partidos Ganados o Perdidos.
| Conferencia Este         | Conferencia Este | Conferencia Este | Conferencia Este | Conferencia Este | Conferencia Este | Conferencia Este | Conferencia Este | Conferencia Este | Conferencia Este | Conferencia Este |
| ------------------------ | ---------------- | ---------------- | ---------------- | ---------------- | ---------------- | ---------------- | ---------------- | ---------------- | ---------------- | ---------------- |
| División Atlántico       | G                | P                | PCT              | PV               | CONF.            | DIV.             | CASA             | FUERA            | Ult. 10          | RACHA            |
| y-Toronto Raptors        | 48               | 34               | 0.585            | 0.0              | 32-20            | 11-5             | 26-15            | 22-19            | 7-3              | P 1              |
| x-Brooklyn Nets          | 44               | 38               | 0.537            | 4.0              | 26-26            | 9-7              | 28-13            | 16-25            | 5-5              | P 2              |
| o-New York Knicks        | 37               | 45               | 0.451            | 11.0             | 26-26            | 10-6             | 19-22            | 18-23            | 7-3              | G 4              |
| o-Boston Celtics         | 25               | 57               | 0.305            | 23.0             | 21-31            | 5-11             | 16-25            | 9-32             | 2-8              | P 2              |
| o-Philadelphia 76ers     | 19               | 63               | 0.232            | 29.0             | 14-38            | 5-11             | 10-31            | 9-32             | 4-6              | G 2              |
| División Central         | G                | P                | PCT              | PV               | CONF.            | DIV.             | CASA             | FUERA            | Ult. 10          | RACHA            |
| y-Indiana Pacers         | 56               | 26               | 0.683            | 0.0              | 38-14            | 12-4             | 35-6             | 21-20            | 4-6              | G 2              |
| x-Chicago Bulls          | 48               | 34               | 0.585            | 8.0              | 35-17            | 11-5             | 27-14            | 21-20            | 8-2              | P 1              |
| o-Cleveland Cavaliers    | 33               | 49               | 0.402            | 23.0             | 21-31            | 7-9              | 19-22            | 14-27            | 5-5              | G 1              |
| o-Detroit Pistons        | 29               | 53               | 0.354            | 27.0             | 23-29            | 6-10             | 17-24            | 12-29            | 3-7              | P 4              |
| o-Milwaukee Bucks        | 15               | 67               | 0.183            | 41.0             | 12-40            | 4-12             | 10-31            | 5-36             | 1-9              | P 3              |
| División Sureste         | G                | P                | PCT              | PV               | CONF.            | DIV.             | CASA             | FUERA            | Ult. 10          | RACHA            |
| y-Miami Heat             | 54               | 28               | 0.659            | 0.0              | 34-18            | 12-4             | 32-9             | 22-19            | 4-6              | P 3              |
| x-Washington Wizards     | 44               | 38               | 0.537            | 10.0             | 33-19            | 10-6             | 22-19            | 22-19            | 7-3              | G 4              |
| x-Charlotte Bobcats      | 43               | 39               | 0.524            | 11.0             | 30-22            | 6-10             | 25-16            | 18-23            | 8-2              | G 3              |
| x- Atlanta Hawks         | 38               | 44               | 0.463            | 16.0             | 28-24            | 8-8              | 24-17            | 14-27            | 7-3              | G 1              |
| o-Orlando Magic          | 23               | 59               | 0.280            | 31.0             | 17-35            | 4-12             | 19-22            | 4-37             | 3-7              | P 4              |
| Conferencia Oeste        |                  |                  |                  |                  |                  |                  |                  |                  |                  |                  |
| División Noroeste        | G                | P                | PCT              | PV               | CONF.            | DIV.             | CASA             | FUERA            | Ult. 10          | RACHA            |
| y-Oklahoma City Thunder  | 59               | 23               | 0.720            | 0.0              | 36-16            | 11-5             | 34-7             | 25-16            | 6-4              | G 1              |
| x-Portland Trail Blazers | 54               | 28               | 0.659            | 5.0              | 31-21            | 13-3             | 31-10            | 23-18            | 9-1              | G 5              |
| o-Minnesota Timberwolves | 40               | 42               | 0.488            | 19.0             | 23-29            | 7-9              | 24-17            | 16-25            | 4-6              | P 3              |
| o-Denver Nuggets         | 36               | 46               | 0.439            | 23.0             | 20-32            | 5-11             | 22-19            | 14-27            | 4-6              | P 2              |
| o-Utah Jazz              | 25               | 57               | 0.305            | 34.0             | 13-39            | 4-12             | 16-25            | 9-32             | 2-8              | G 1              |
| División Pacífico        | G                | P                | PCT              | PV               | CONF.            | DIV.             | CASA             | FUERA            | Ult. 10          | RACHA            |
| y-Los Angeles Clippers   | 57               | 25               | 0.695            | 0.0              | 36-16            | 12-4             | 34-7             | 23-18            | 7-3              | P 1              |
| x-Golden State Warriors  | 51               | 31               | 0.622            | 6.0              | 31-21            | 11-5             | 27-14            | 24-17            | 6-4              | G 2              |
| x-Sacramento Kings       | 49               | 33               | 0.585            | 9.0              | 28-24            | 8-8              | 26-15            | 22-19            | 5-5              | G 1              |
| o-Phoenix Suns           | 48               | 34               | 0.341            | 29.0             | 15-37            | 3-13             | 17-24            | 11-30            | 3-7              | P 1              |
| o-Los Angeles Lakers     | 27               | 55               | 0.329            | 30.0             | 15-37            | 6-10             | 14-27            | 13-28            | 3-7              | G 2              |
| División Suroeste        | G                | P                | PCT              | PV               | CONF.            | DIV.             | CASA             | FUERA            | Ult. 10          | RACHA            |
| z-San Antonio Spurs      | 62               | 20               | 0.756            | 0.0              | 38-14            | 12-4             | 32-9             | 30-11            | 6-4              | P 2              |
| x-Dallas Mavericks       | 49               | 33               | 0.659            | 8.0              | 31-21            | 11-5             | 33-8             | 21-20            | 5-5              | P 1              |
| x-Memphis Grizzlies      | 50               | 32               | 0.610            | 12.0             | 29-23            | 4-12             | 27-14            | 23-18            | 7-3              | G 5              |
| x-Houston Rockets        | 54               | 28               | 0.598            | 13.0             | 29-23            | 9-7              | 26-15            | 23-18            | 6-4              | P 1              |
| o-New Orleans Pelicans   | 34               | 48               | 0.415            | 28.0             | 15-37            | 4-12             | 22-19            | 12-29            | 2-8              | G 2              |

### Por conferencia
Clave: Pos: Posición en la conferencia G: Partidos ganados; P: Partidos perdidos; PV: Partidos de desventaja; PCT: Porcentaje de victorias; PJ: Partidos jugados;
| Conferencia Este | Conferencia Este      | Conferencia Este | Conferencia Este | Conferencia Este | Conferencia Este | Conferencia Este |
| ---------------- | --------------------- | ---------------- | ---------------- | ---------------- | ---------------- | ---------------- |
| Pos.             | Equipo                | G                | P                | PCT              | PV               | PJ               |
| 1                | c-Indiana Pacers      | 56               | 26               | 0.683            | 0.0              | 82               |
| 2                | y-Miami Heat          | 54               | 28               | 0.659            | 2.0              | 82               |
| 3                | y-Toronto Raptors     | 48               | 34               | 0.585            | 8.0              | 82               |
| 4                | x-Chicago Bulls       | 48               | 34               | 0.585            | 8.0              | 82               |
| 5                | x-Brooklyn Nets       | 44               | 38               | 0.537            | 12.0             | 82               |
| 6                | x-Washington Wizards  | 44               | 38               | 0.537            | 12.0             | 82               |
| 7                | x-Charlotte Bobcats   | 43               | 39               | 0.524            | 13.0             | 82               |
| 8                | x-Atlanta Hawks       | 38               | 44               | 0.463            | 18.0             | 82               |
|                  |                       |                  |                  |                  |                  |                  |
| 9                | o-New York Knicks     | 37               | 45               | 0.451            | 19.0             | 82               |
| 10               | o-Cleveland Cavaliers | 33               | 49               | 0.402            | 23.0             | 82               |
| 11               | o-Detroit Pistons     | 29               | 53               | 0.354            | 27.0             | 82               |
| 12               | o-Boston Celtics      | 25               | 57               | 0.305            | 31.0             | 82               |
| 13               | o-Orlando Magic       | 23               | 59               | 0.280            | 33.0             | 82               |
| 14               | o-Philadelphia 76ers  | 19               | 63               | 0.232            | 37.0             | 82               |
| 15               | o-Milwaukee Bucks     | 15               | 67               | 0.183            | 41.0             | 82               |

| Conferencia Oeste | Conferencia Oeste        | Conferencia Oeste | Conferencia Oeste | Conferencia Oeste | Conferencia Oeste | Conferencia Oeste |
| ----------------- | ------------------------ | ----------------- | ----------------- | ----------------- | ----------------- | ----------------- |
| Pos.              | Equipo                   | G                 | P                 | PCT               | PV                | PJ                |
| 1                 | z-San Antonio Spurs      | 62                | 20                | 0.756             | 0.0               | 82                |
| 2                 | y-Oklahoma City Thunder  | 59                | 23                | 0.720             | 3.0               | 82                |
| 3                 | y-Los Angeles Clippers   | 57                | 25                | 0.695             | 5.0               | 82                |
| 4                 | x-Houston Rockets        | 54                | 28                | 0.659             | 8.0               | 82                |
| 5                 | x-Portland Trail Blazers | 54                | 28                | 0.659             | 8.0               | 82                |
| 6                 | x-Golden State Warriors  | 51                | 31                | 0.622             | 11.0              | 82                |
| 7                 | x-Memphis Grizzlies      | 50                | 32                | 0.610             | 13.0              | 82                |
| 8                 | x-Dallas Mavericks       | 49                | 33                | 0.598             | 12.0              | 82                |
|                   |                          |                   |                   |                   |                   |                   |
| 9                 | o-Phoenix Suns           | 48                | 34                | 0.585             | 14.0              | 82                |
| 10                | o-Minnesota Timberwolves | 40                | 42                | 0.488             | 22.0              | 82                |
| 11                | o-Denver Nuggets         | 36                | 46                | 0.439             | 26.0              | 82                |
| 12                | o-New Orleans Pelicans   | 34                | 48                | 0.415             | 28.0              | 82                |
| 13                | o-Sacramento Kings       | 28                | 54                | 0.341             | 34.0              | 82                |
| 14                | o-Los Angeles Lakers     | 27                | 55                | 0.329             | 35.0              | 82                |
| 15                | o-Utah Jazz              | 25                | 57                | 0.305             | 37.0              | 82                |

Notas
- x – Clasificado para playoffs
- y – Campeón de División
- z – Ventaja de campo en todos los playoffs
- c – Ventaja de campo dentro de la Conferencia
- o – Eliminado

## Playoffs
|  | Primera ronda     | Primera ronda | Primera ronda  |   |                | Semifinales de Conferencia | Semifinales de Conferencia | Semifinales de Conferencia |  |    | Finales de Conferencia | Finales de Conferencia | Finales de Conferencia |  |    | Finales de la NBA | Finales de la NBA | Finales de la NBA |
|  |                   |               |                |   |                |                            |                            |                            |  |    |                        |                        |                        |  |    |                   |                   |                   |
|  | E1                | Indiana*      | 4              |   |                |                            |                            |                            |  |    |                        |                        |                        |  |    |                   |                   |                   |
|  | E8                | Atlanta       | 3              |   |                |                            |                            |                            |  |    |                        |                        |                        |  |    |                   |                   |                   |
|  | E8                | Atlanta       | 3              |   | E1             | Indiana*                   | 4                          |                            |  |    |                        |                        |                        |  |    |                   |                   |                   |
|  |                   |               |                |   | E1             | Indiana*                   | 4                          |                            |  |    |                        |                        |                        |  |    |                   |                   |                   |
|  |                   | E5            | Washington     | 2 |                |                            |                            |                            |  |    |                        |                        |                        |  |    |                   |                   |                   |
|  | E4                | E5            | Washington     | 2 | Chicago        | 1                          |                            |                            |  |    |                        |                        |                        |  |    |                   |                   |                   |
|  | E4                |               |                |   | Chicago        | 1                          |                            |                            |  |    |                        |                        |                        |  |    |                   |                   |                   |
|  | E5                | Washington    | 4              |   |                |                            |                            |                            |  |    |                        |                        |                        |  |    |                   |                   |                   |
|  | E5                | Washington    | 4              |   |                |                            |                            |                            |  | E1 | Indiana*               | 2                      |                        |  |    |                   |                   |                   |
|  | Conferencia Este  |               |                |   |                |                            |                            |                            |  | E1 | Indiana*               | 2                      |                        |  |    |                   |                   |                   |
|  |                   | E2            | Miami*         | 4 |                |                            |                            |                            |  |    |                        |                        |                        |  |    |                   |                   |                   |
|  | E2                | E2            | Miami*         | 4 | Miami*         | 4                          |                            |                            |  |    |                        |                        |                        |  |    |                   |                   |                   |
|  | E2                |               |                |   | Miami*         | 4                          |                            |                            |  |    |                        |                        |                        |  |    |                   |                   |                   |
|  | E7                | Charlotte     | 0              |   |                |                            |                            |                            |  |    |                        |                        |                        |  |    |                   |                   |                   |
|  | E7                | Charlotte     | 0              |   | E2             | Miami*                     | 4                          |                            |  |    |                        |                        |                        |  |    |                   |                   |                   |
|  |                   |               |                |   | E2             | Miami*                     | 4                          |                            |  |    |                        |                        |                        |  |    |                   |                   |                   |
|  |                   | E6            | Brooklyn       | 1 |                |                            |                            |                            |  |    |                        |                        |                        |  |    |                   |                   |                   |
|  | E3                | E6            | Brooklyn       | 1 | Toronto*       | 3                          |                            |                            |  |    |                        |                        |                        |  |    |                   |                   |                   |
|  | E3                |               |                |   | Toronto*       | 3                          |                            |                            |  |    |                        |                        |                        |  |    |                   |                   |                   |
|  | E6                | Brooklyn      | 4              |   |                |                            |                            |                            |  |    |                        |                        |                        |  |    |                   |                   |                   |
|  | E6                | Brooklyn      | 4              |   |                |                            |                            |                            |  |    |                        |                        |                        |  | E2 | Miami*            | 1                 |                   |
|  |                   |               |                |   |                |                            |                            |                            |  |    |                        |                        |                        |  | E2 | Miami*            | 1                 |                   |
|  |                   | O1            | San Antonio*   | 4 |                |                            |                            |                            |  |    |                        |                        |                        |  |    |                   |                   |                   |
|  | O1                | O1            | San Antonio*   | 4 | San Antonio*   | 4                          |                            |                            |  |    |                        |                        |                        |  |    |                   |                   |                   |
|  | O1                |               |                |   | San Antonio*   | 4                          |                            |                            |  |    |                        |                        |                        |  |    |                   |                   |                   |
|  | O8                | Dallas        | 3              |   |                |                            |                            |                            |  |    |                        |                        |                        |  |    |                   |                   |                   |
|  | O8                | Dallas        | 3              |   | O1             | San Antonio*               | 4                          |                            |  |    |                        |                        |                        |  |    |                   |                   |                   |
|  |                   |               |                |   | O1             | San Antonio*               | 4                          |                            |  |    |                        |                        |                        |  |    |                   |                   |                   |
|  |                   | O5            | Portland       | 1 |                |                            |                            |                            |  |    |                        |                        |                        |  |    |                   |                   |                   |
|  | O4                | O5            | Portland       | 1 | Houston        | 2                          |                            |                            |  |    |                        |                        |                        |  |    |                   |                   |                   |
|  | O4                |               |                |   | Houston        | 2                          |                            |                            |  |    |                        |                        |                        |  |    |                   |                   |                   |
|  | O5                | Portland      | 4              |   |                |                            |                            |                            |  |    |                        |                        |                        |  |    |                   |                   |                   |
|  | O5                | Portland      | 4              |   |                |                            |                            |                            |  | O1 | San Antonio*           | 4                      |                        |  |    |                   |                   |                   |
|  | Conferencia Oeste |               |                |   |                |                            |                            |                            |  | O1 | San Antonio*           | 4                      |                        |  |    |                   |                   |                   |
|  |                   | O2            | Oklahoma City* | 2 |                |                            |                            |                            |  |    |                        |                        |                        |  |    |                   |                   |                   |
|  | O2                | O2            | Oklahoma City* | 2 | Oklahoma City* | 4                          |                            |                            |  |    |                        |                        |                        |  |    |                   |                   |                   |
|  | O2                |               |                |   | Oklahoma City* | 4                          |                            |                            |  |    |                        |                        |                        |  |    |                   |                   |                   |
|  | O7                | Memphis       | 3              |   |                |                            |                            |                            |  |    |                        |                        |                        |  |    |                   |                   |                   |
|  | O7                | Memphis       | 3              |   | O2             | Oklahoma City*             | 4                          |                            |  |    |                        |                        |                        |  |    |                   |                   |                   |
|  |                   |               |                |   | O2             | Oklahoma City*             | 4                          |                            |  |    |                        |                        |                        |  |    |                   |                   |                   |
|  |                   | O3            | L.A. Clippers* | 2 |                |                            |                            |                            |  |    |                        |                        |                        |  |    |                   |                   |                   |
|  | O3                | O3            | L.A. Clippers* | 2 | L.A. Clippers* | 4                          |                            |                            |  |    |                        |                        |                        |  |    |                   |                   |                   |
|  | O3                |               |                |   | L.A. Clippers* | 4                          |                            |                            |  |    |                        |                        |                        |  |    |                   |                   |                   |
|  | O6                | Golden State  | 3              |   |                |                            |                            |                            |  |    |                        |                        |                        |  |    |                   |                   |                   |

* Campeón de División

Negrita Ganador de las series

## Estadísticas

### Líderes individuales
Actualizada: 17/4/2014
| Categoría               | Jugador          | Equipo                 | Estadísticas |
| ----------------------- | ---------------- | ---------------------- | ------------ |
| Puntos por partido      | Kevin Durant     | Oklahoma City Thunder  | 32.0         |
| Rebotes por partido     | DeAndre Jordan   | Los Angeles Clippers   | 13.6         |
| Asistencias por partido | Chris Paul       | Los Angeles Clippers   | 10.7         |
| Robos por partido       | Chris Paul       | Los Angeles Clippers   | 2.48         |
| Tapones por partido     | Anthony Davis    | New Orleans Pelicans   | 2.82         |
| Pérdidas por partido    | Stephen Curry    | Golden State Warriors  | 3.8          |
| Minutos por partido     | Carmelo Anthony  | New York Knicks        | 38.7         |
| Valoración por partido  | Kevin Durant     | Oklahoma City Thunder  | 31.8         |
| % Tiros de campo        | DeAndre Jordan   | Los Angeles Clippers   | 67.6%        |
| % Tiros libres          | Brian Roberts    | New Orleans Pelicans   | 94.0%        |
| % Tiros de 3            | Kyle Korver      | Atlanta Hawks          | 47.2%        |
| Doble-dobles            | Kevin Love       | Minnesota Timberwolves | 65           |
| Triple-dobles           | Lance Stephenson | Indiana Pacers         | 5            |

### Máximos de la temporada
| Categoría   | Jugador                 | Valor |
| ----------- | ----------------------- | ----- |
| Puntos      | Carmelo Anthony         | 62    |
| Rebotes     | Timofey Mozgov          | 29    |
| Asistencias | Brandon Jennings        | 18    |
| Asistencias | Rajon Rondo             | 18    |
| Robos       | Michael Carter-Williams | 9     |
| Triples     | Joe Johnson             | 10    |
| Triples     | C. J. Miles             | 10    |
| Triples     | Chandler Parsons        | 10    |
| Triples     | Terrence Ross           | 10    |
| Triples     | Trevor Ariza            | 10    |
| Triples     | J.R. Smith              | 10    |
| Tapones     | DeAndre Jordan          | 9     |
| Tapones     | Anthony Davis           | 9     |

### Equipos líderes
| Categoría                       | Equipo                 | Estadísticas |
| ------------------------------- | ---------------------- | ------------ |
| Puntos por juego                | Los Angeles Clippers   | 107.93       |
| Rebotes por juego               | Portland Trail Blazers | 46.44        |
| Asistencias por juego           | San Antonio Spurs      | 25.17        |
| Robos por partido               | Philadelphia 76ers     | 9.33         |
| Bloqueos por juego              | New Orleans Pelicans   | 6.38         |
| Intentos bloqueados por partido | Philadelphia 76ers     | 6.80         |
| Balones perdidos por partido    | Philadelphia 76ers     | 16.88        |
| Faltas por juego                | Denver Nuggets         | 23.05        |
| Faltas recibidas por partido    | Houston Rockets        | 24.4         |
| FG%                             | Miami Heat             | 50.1%        |
| FT%                             | Portland Trail Blazers | 81.46%       |
| 3FG%                            | San Antonio Spurs      | 39.73%       |
| +/-                             | San Antonio Spurs      | 7.72         |

## Galardones

### Reconocimientos individuales
- MVP de la Temporada
  -  Kevin Durant, Oklahoma City Thunder[4]
- Rookie del Año
  -  Michael Carter-Williams, Philadelphia 76ers[5]
- Mejor Defensor
  -  Joakim Noah, Chicago Bulls[6]
- Mejor Sexto Hombre
  -  Jamal Crawford, Los Angeles Clippers[7]

- Jugador Más Mejorado
  -  Goran Dragić, Phoenix Suns[8]
- Jugador Más Deportivo
  -  Mike Conley, Jr., Memphis Grizzlies[9]
- Premio Mejor Ciudadano J. Walter Kennedy
  -  Luol Deng, Cleveland Cavaliers[10]
- Compañero del Año de la NBA
  -  Shane Battier, Miami Heat[11]
- Entrenador del año
  -  Gregg Popovich, San Antonio Spurs[12]
- Ejecutivo del Año
  -  R. C. Buford, San Antonio Spurs[13]

| - Mejor quinteto: - A Kevin Durant, Oklahoma City Thunder - A LeBron James, Miami Heat - P Joakim Noah, Chicago Bulls - ES James Harden, Houston Rockets - B Chris Paul, Los Angeles Clippers | - 2.º mejor quinteto: - AP Blake Griffin, Los Angeles Clippers - AP Kevin Love, Minnesota Timberwolves - P Dwight Howard, Houston Rockets - B Stephen Curry, Golden State Warriors - B Tony Parker, San Antonio Spurs | - 3.er mejor quinteto: - A Paul George, Indiana Pacers - AP LaMarcus Aldridge, Portland Trail Blazers - P Al Jefferson, Charlotte Bobcats - B Goran Dragić, Phoenix Suns - B Damian Lillard, Portland Trail Blazers |

| - Mejor quinteto defensivo: - P Joakim Noah, Chicago Bulls - A Paul George, Indiana Pacers - B Chris Paul, Los Angeles Clippers - AP Serge Ibaka, Oklahoma City Thunder - A Andre Iguodala, Golden State Warriors | - 2.º mejor quinteto defensivo: - A LeBron James, Miami Heat - B Patrick Beverley, Houston Rockets - A Jimmy Butler, Chicago Bulls - A Kawhi Leonard, San Antonio Spurs - P Roy Hibbert, Indiana Pacers |

| - Mejor quinteto de rookies: - B Michael Carter-Williams, Philadelphia 76ers - ES Victor Oladipo, Orlando Magic - B Trey Burke, Utah Jazz - P Mason Plumlee, Brooklyn Nets - ES Tim Hardaway Jr., New York Knicks | - 2.º mejor quinteto de rookies: - AP Kelly Olynyk, Boston Celtics - A Giannis Antetokounmpo, Milwaukee Bucks - P Gorgui Dieng, Minnesota Timberwolves - AP Cody Zeller, Charlotte Bobcats - P Steven Adams, Oklahoma City Thunder |

### Jugadores de la semana
| Semana                         | Conferencia Este                                   | Conferencia Oeste                                | Ref.   |
| ------------------------------ | -------------------------------------------------- | ------------------------------------------------ | ------ |
| 29 de octubre-3 de noviembre   | Michael Carter-Williams (Philadelphia 76ers) (1/1) | Kevin Love (Minnesota Timberwolves) (1/2)        | [ 17 ] |
| 4 al 10 de noviembre           | Paul George (Indiana Pacers) (1/2)                 | Markieff Morris (Phoenix Suns) (1/1)             | [ 18 ] |
| 11 al 17 de noviembre          | LeBron James (Miami Heat) (1/2)                    | Blake Griffin (Los Angeles Clippers) (1/3)       | [ 19 ] |
| 18 al 24 de noviembre          | John Wall (Washington Wizards) (1/2)               | LaMarcus Aldridge (Portland Trail Blazers) (1/3) | [ 20 ] |
| 25 de noviembre-1 de diciembre | LeBron James (Miami Heat) (2/2)                    | Kevin Durant (Oklahoma City Thunder) (1/6)       | [ 21 ] |
| 2 al 8 de diciembre            | Jordan Crawford (Boston Celtics) (1/1)             | LaMarcus Aldridge (Portland Trail Blazers) (2/3) | [ 22 ] |
| 9 al 15 de diciembre           | Kyrie Irving (Cleveland Cavaliers) (1/1)           | LaMarcus Aldridge (Portland Trail Blazers) (3/3) | [ 23 ] |
| 16 al 22 de diciembre          | Dwyane Wade (Miami Heat) (1/1)                     | Blake Griffin (Los Angeles Clippers) (2/3)       | [ 24 ] |
| 23 al 29 de diciembre          | Chris Bosh (Miami Heat) (1/1)                      | Kevin Durant (Oklahoma City Thunder) (2/6)       | [ 25 ] |
| 30 de diciembre al 5 de enero  | Thaddeus Young (Philadelphia 76ers) (1/1)          | David Lee (Golden State Warriors) (1/1)          | [ 26 ] |
| 6 al 12 de enero               | Carmelo Anthony (New York Knicks) (1/2)            | DeMarcus Cousins (Sacramento Kings) (1/1)        | [ 27 ] |
| 13 al 19 de enero              | Paul George (Indiana Pacers) (2/2)                 | Kevin Durant (Oklahoma City Thunder) (3/6)       | [ 28 ] |
| 20 al 26 de enero              | Paul Millsap (Atlanta Hawks) (1/1)                 | Kevin Durant (Oklahoma City Thunder) (4/6)       | [ 29 ] |
| 27 de enero al 2 de febrero    | Kyle Lowry (Toronto Raptors) (1/1)                 | Goran Dragic (Phoenix Suns) (1/1)                | [ 30 ] |
| 3 al 10 de febrero             | Jared Sullinger (Boston Celtics) (1/1)             | Kevin Durant (Oklahoma City Thunder) (5/6)       | [ 31 ] |
| 16 al 23 de febrero            | Kemba Walker (Charlotte Bobcats) (1/1)             | Kevin Love (Minnesota Timberwolves) (2/2)        | [ 32 ] |
| 24 de febrero al 2 de marzo    | John Wall (Washington Wizards) (2/2)               | James Harden (Houston Rockets) (1/2)             | [ 33 ] |
| 3 al 9 de marzo                | Carmelo Anthony (New York Knicks) (2/2)            | James Harden (Houston Rockets) (2/2)             | [ 34 ] |
| 10 al 16 de marzo              | Al Jefferson (Charlotte Bobcats) (1/2)             | Blake Griffin (Los Angeles Clippers) (3/3)       | [ 35 ] |
| 17 al 23 de marzo              | Joe Johnson (Brooklyn Nets) (1/1)                  | Kevin Durant (Oklahoma City Thunder) (6/6)       | [ 36 ] |
| 24 al 30 de marzo              | Nikola Vučević (Orlando Magic) (1/1)               | Tim Duncan (San Antonio Spurs) (1/1)             | [ 37 ] |
| 31 de marzo al 6 de abril      | Al Jefferson (Charlotte Bobcats) (2/2)             | Dirk Nowitzki (Dallas Mavericks) (1/1)           | [ 38 ] |
| 7 al 13 de abril               | Jeff Teague (Atlanta Hawks) (1/1)                  | Monta Ellis (Dallas Mavericks) (1/1)             | [ 39 ] |

### Jugadores del mes
| Mes               | Conferencia Este                        | Conferencia Oeste                           | Ref.   |
| ----------------- | --------------------------------------- | ------------------------------------------- | ------ |
| Octubre-noviembre | Paul George (Indiana Pacers) (1/1)      | Kevin Durant (Oklahoma City Thunder) (1/4)  | [ 40 ] |
| Diciembre         | LeBron James (Miami Heat) (1/2)         | Kevin Durant (Oklahoma City Thunder) (2/4)  | [ 41 ] |
| Enero             | Carmelo Anthony (New York Knicks) (1/1) | Kevin Durant (Oklahoma City Thunder) (3/4)  | [ 42 ] |
| Febrero           | LeBron James (Miami Heat) (2/2)         | Blake Griffin (Los Angeles Clippers) (1/1)  | [ 43 ] |
| Marzo             | Al Jefferson (Charlotte Bobcats) (1/2)  | Kevin Durant (Oklahoma City Thunder) (4/4)  | [ 44 ] |
| Abril             | Al Jefferson (Charlotte Bobcats) (2/2)  | Stephen Curry (Golden State Warriors) (1/1) | [ 45 ] |

### Rookies del mes
| Mes               | Conferencia Este                                   | Conferencia Oeste                           | Ref.   |
| ----------------- | -------------------------------------------------- | ------------------------------------------- | ------ |
| Octubre-noviembre | Michael Carter-Williams (Philadelphia 76ers) (1/4) | Ben McLemore (Sacramento Kings) (1/1)       | [ 46 ] |
| Diciembre         | Victor Oladipo (Orlando Magic) (1/2)               | Trey Burke (Utah Jazz) (1/3)                | [ 47 ] |
| Enero             | Michael Carter-Williams (Philadelphia 76ers) (2/4) | Trey Burke (Utah Jazz) (2/3)                | [ 48 ] |
| Febrero           | Victor Oladipo (Orlando Magic) (2/2)               | Nick Calathes (Memphis Grizzlies) (1/1)     | [ 49 ] |
| Marzo             | Michael Carter-Williams (Philadelphia 76ers) (3/4) | Gorgui Dieng (Minnesota Timberwolves) (1/1) | [ 50 ] |
| Abril             | Michael Carter-Williams (Philadelphia 76ers) (4/4) | Trey Burke (Utah Jazz) (3/3)                | [ 51 ] |

### Entrenadores del mes
| Mes               | Conferencia Este                         | Conferencia Oeste                           | Ref.   |
| ----------------- | ---------------------------------------- | ------------------------------------------- | ------ |
| Octubre-noviembre | Frank Vogel (Indiana Pacers) (1/1)       | Terry Stotts (Portland Trail Blazers) (1/1) | [ 52 ] |
| Diciembre         | Dwane Casey (Toronto Raptors) (1/1)      | Jeff Hornacek (Phoenix Suns) (1/1)          | [ 53 ] |
| Enero             | Jason Kidd (Brooklyn Nets) (1/2)         | Dave Joerger (Memphis Grizzlies) (1/2)      | [ 54 ] |
| Febrero           | Erik Spoelstra (Miami Heat) (1/1)        | Kevin McHale (Houston Rockets) (1/1)        | [ 55 ] |
| Marzo             | Jason Kidd (Brooklyn Nets) (2/2)         | Gregg Popovich (San Antonio Spurs) (1/1)    | [ 56 ] |
| Abril             | Steve Clifford (Charlotte Bobcats) (1/1) | Dave Joerger (Memphis Grizzlies) (2/2)      | [ 57 ] |